# Мингазова, Карина Булатовна
Кари́на Була́товна Минга́зова (род. 16 июня 2003) — российская футболистка, полузащитница.

## Биография
Начала выступать на взрослом уровне в 2018 году, когда её клуб — ижевское «Торпедо» — проводил дебютный сезон в высшей лиге. Свой первый матч на высшем уровне спортсменка сыграла 29 сентября 2018 года против ЦСКА, заменив на 84-й минуте Алину Лихота. В первом сезоне провела два матча, в обоих выходила на замены. В 2019 году сыграла 7 матчей в высшей лиге, в том числе трижды выходила в стартовом составе.